# Б'янка Найт
Б'янка Найт  (англ. Bianca Knight, 2 січня 1989) — американська легкоатлетка, олімпійська чемпіонка.

## Виступи на Олімпіадах
| Олімпіада   | Дисципліна              | Місце |
| ----------- | ----------------------- | ----- |
| Лондон 2012 | естафета 4 x 100 метрів | 1     |